# Bauhinia acuminata
Bauhinia acuminata är en ärtväxtart som beskrevs av Carl von Linné. Bauhinia acuminata ingår i släktet Bauhinia och familjen ärtväxter. Inga underarter finns listade i Catalogue of Life.
Växten som förekommer i Indien och Kina brukas där till ved.

## Bildgalleri

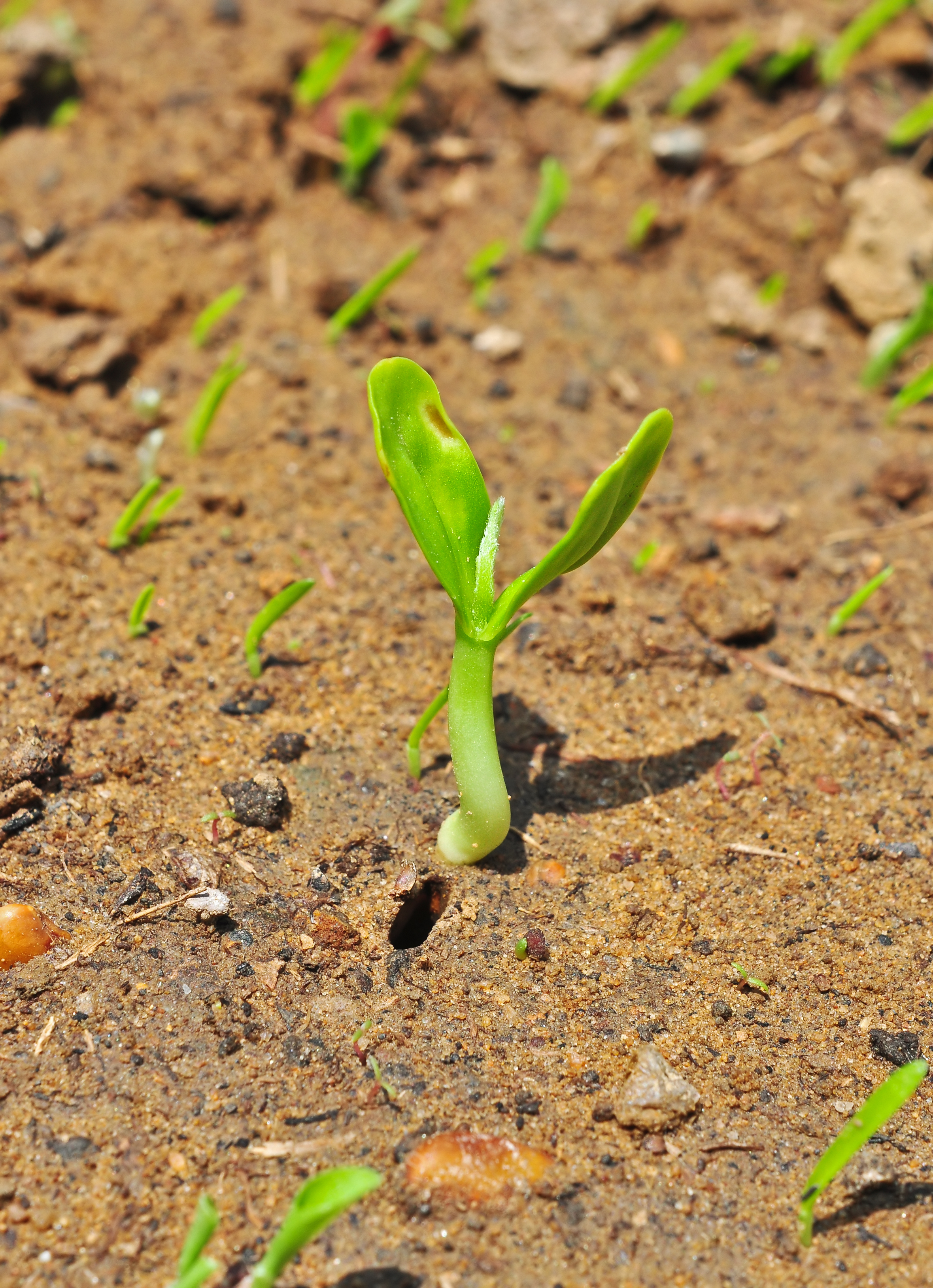
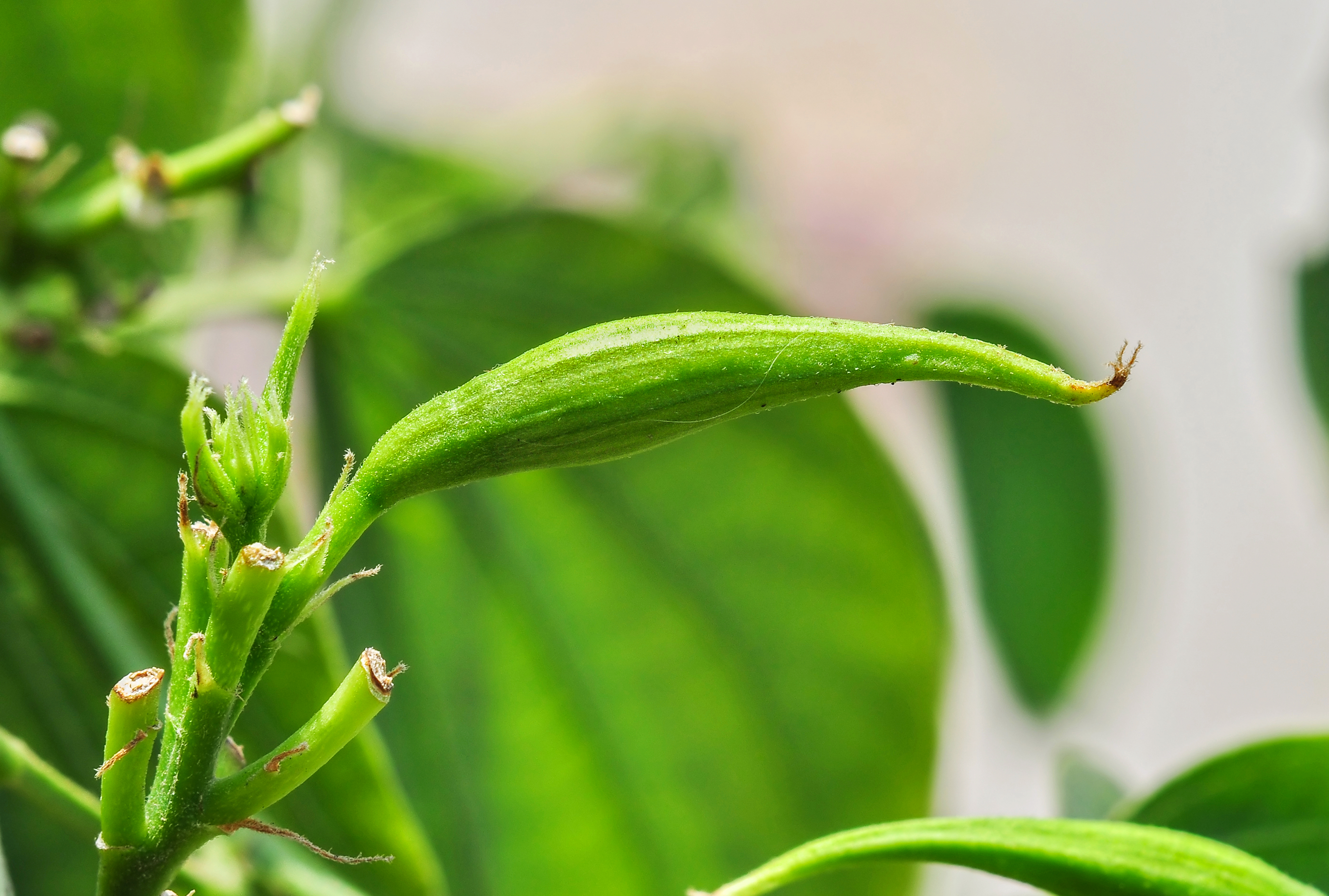
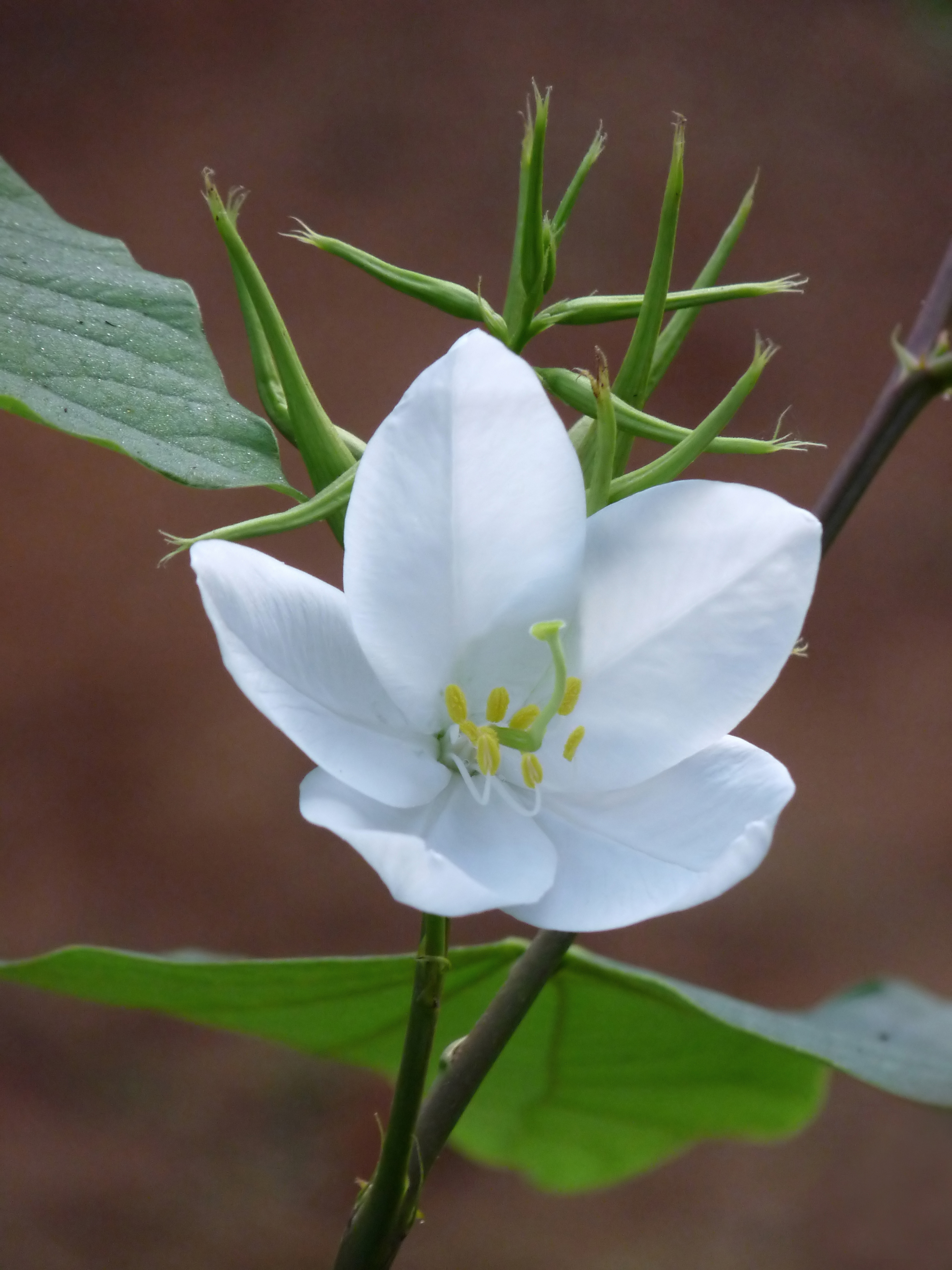
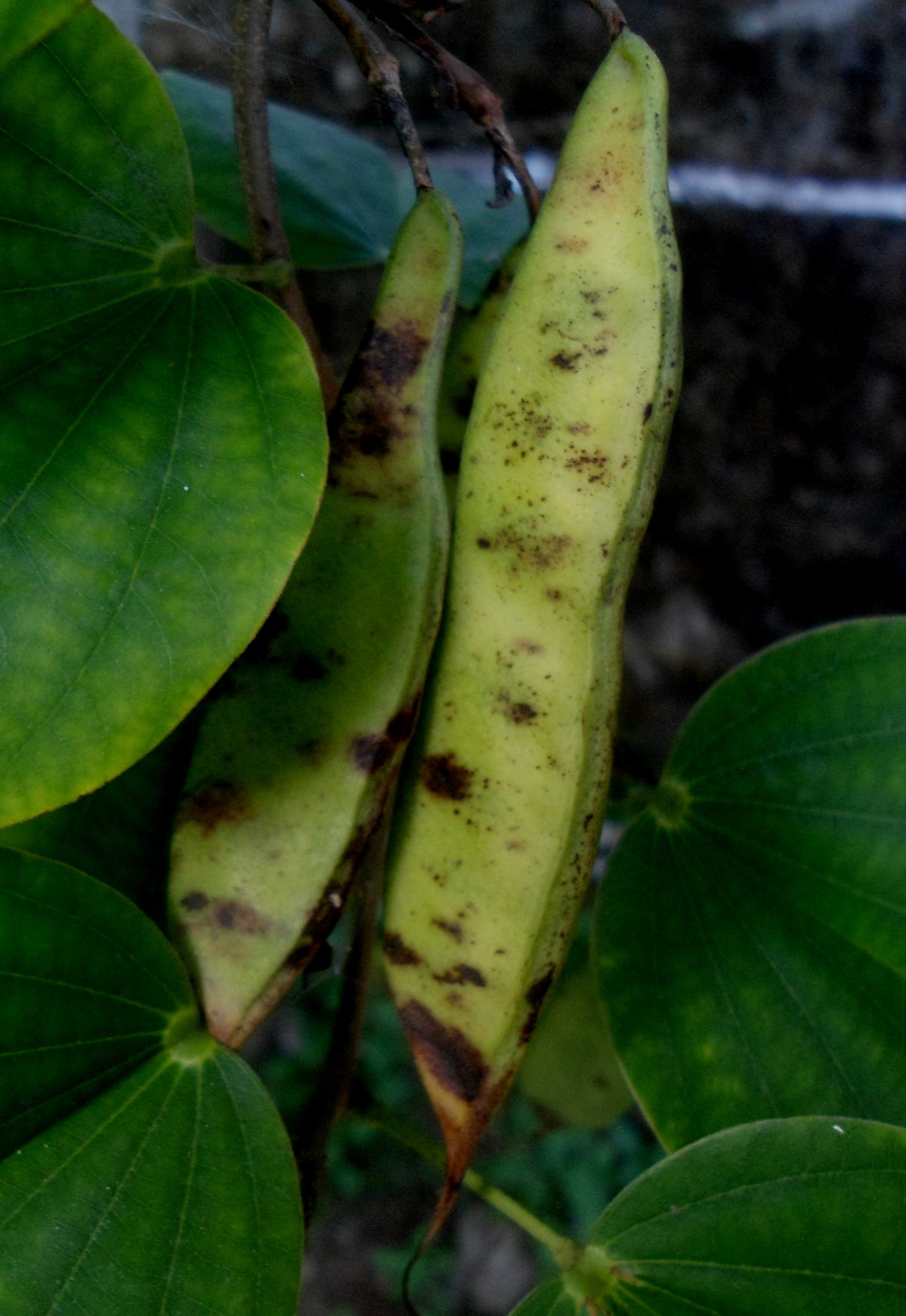
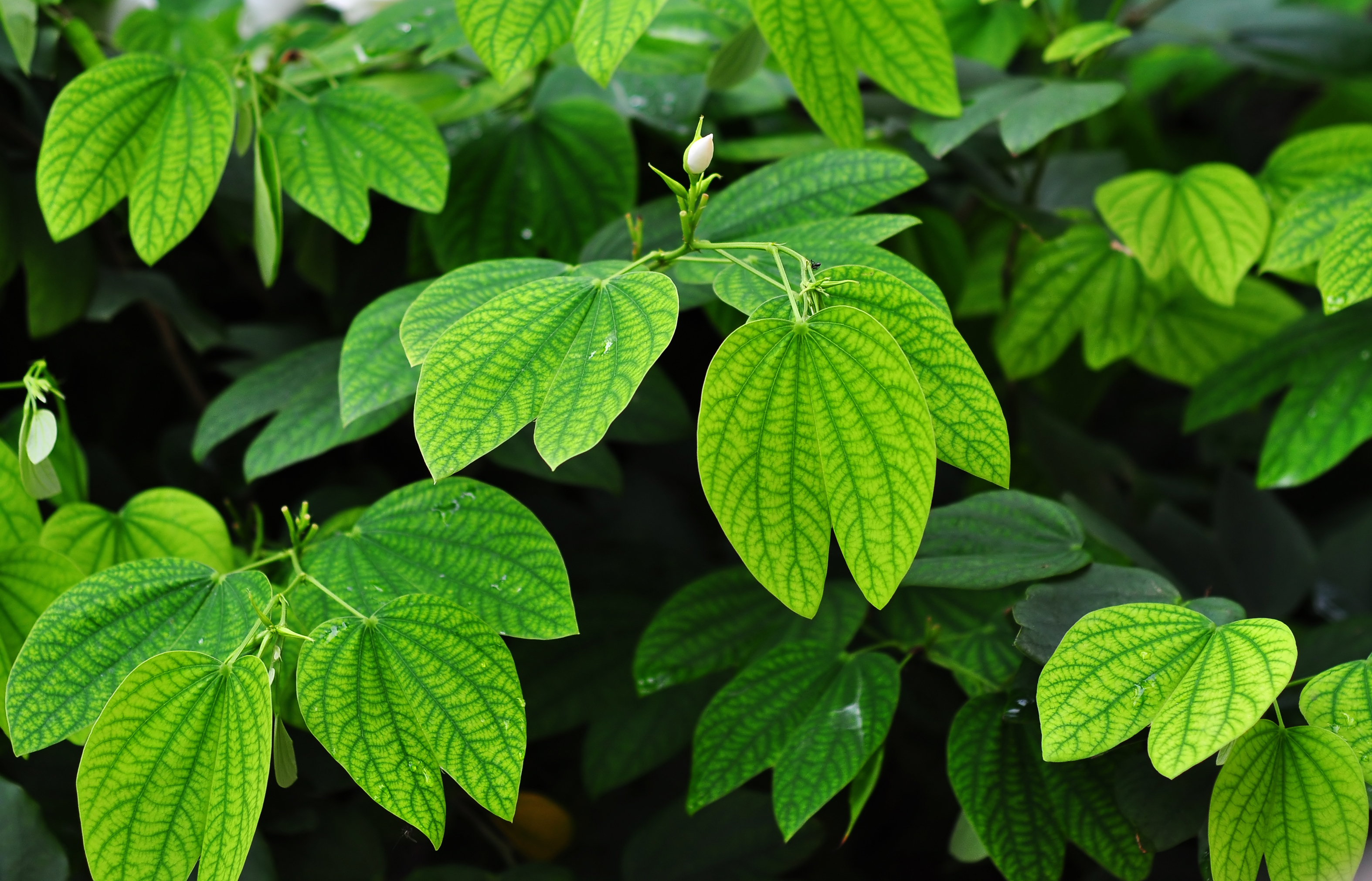
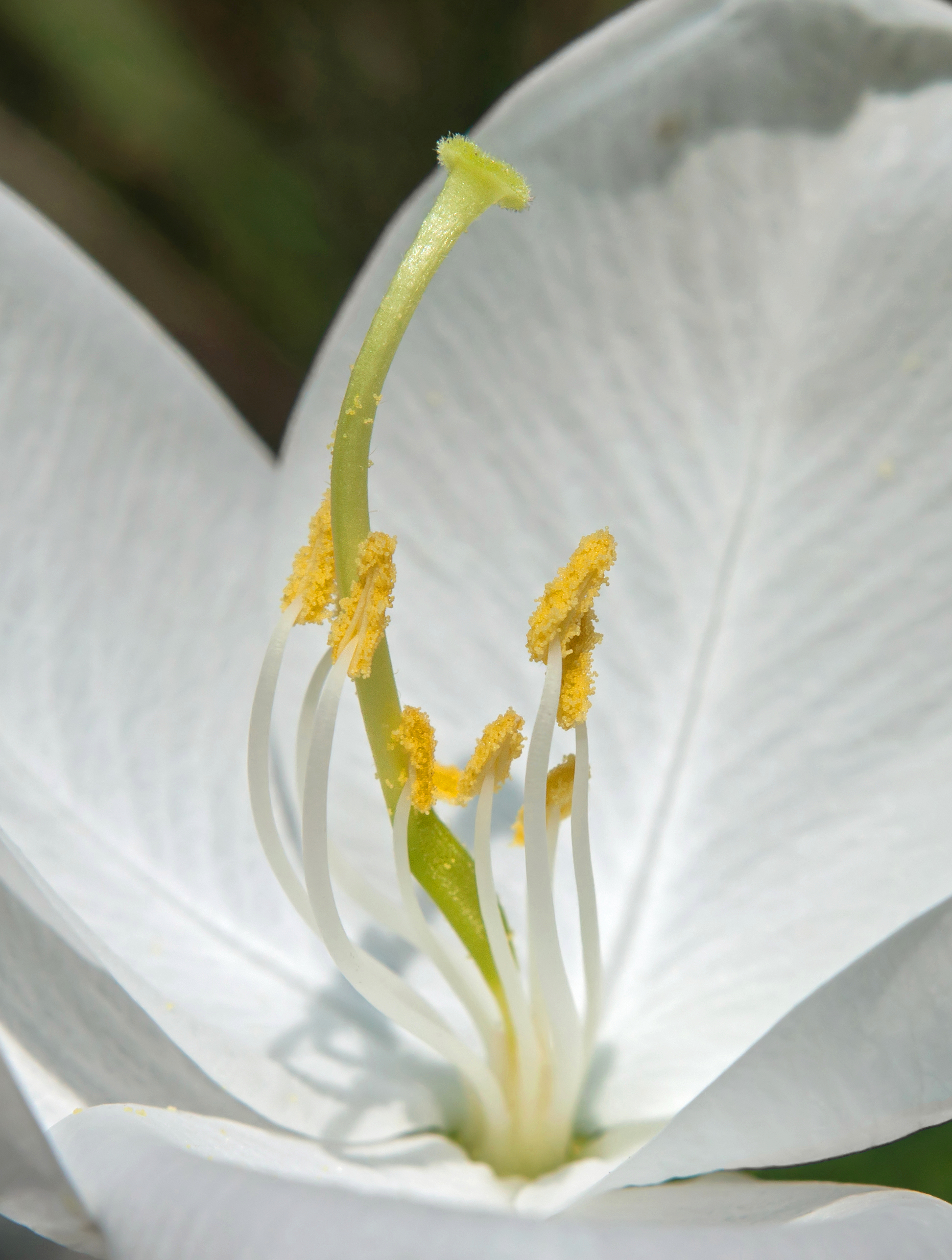